# Kensington, Minnesota
Kensington är en ort i Douglas County i delstaten Minnesota, USA.